# Chicken Skin Music
Chicken Skin Music è il quinto album di Ry Cooder ed è stato pubblicato nel 1976.

## Tracce
1. The bourgeois blues (Leadbelly) – 3:22
2. I got mine (Tradizionale) – 4:28
3. Always lift him up/kanaka wai wai (Tradizionale) – 6:01
4. He'll have to go (Joe Allison, Audrey Allison) – 5:07
5. Smack dab in the Middle (Chuck Calhoun) – 3:18
6. Stand by Me (Ben E. King, Jerry Leiber, Mike Stoller) – 3:38
7. Yellow roses (Ken Devine, Sam Nichols) – 6:11
8. Chloe (Gus Kahn, Neil Moret) – 3:00
9. Goodnight Irene (Leadbelly, John Lomax) – 4:32

## Formazione
- George Bohannon – corno
- Oscar Brashear – cornetta
- Red Callender – basso, tuba
- Ry Cooder – banjo, mandola, chitarre, bottleneck, voce
- Chris Ethridge – basso
- Terry Evans – voce
- Cliff Givens – voce
- Hugo Gonzales – banjo
- Milt Holland – percussioni, batteria
- Atta Isaacs – chitarra acustica
- Fred Jackson, Jr. – sax tenore
- Flaco Jiménez – fisarmonica
- Herman E. Johnson – voce
- Jim Keltner – batteria
- Bobby King – voce
- Henry Ojeda – basso
- Gabby Pahinui – steel, voce
- Benny Powell – trombone
- Pat Rizzo – sax alto
- Russ Titelman – banjo, basso, voce, produttore